# Де Серр, Луи
Франсис Мари Луи Арналь де Серр (фр. Francis Marie Louis Arnal de Serres; 8 октября 1864, Лион — 25 декабря 1942, Неронд) — французский композитор, органист и музыкальный педагог.

## Биография
Отпрыск старинного дворянского рода. Начал своё музыкальное образование в Лионе. Затем учился в Парижской консерватории, в том числе в 1885—1888 гг. в органном классе Сезара Франка, к которому испытывал особый пиетет и о котором позднее опубликовал мемуарный очерк (фр. Quelques souvenirs sur le Père Franck, mon Maître; 1935). Композицию изучал под руководством Эрнеста Гиро. Служил органистом в парижской католической церкви Святого Иосифа, окормляющей англоязычных прихожан.
С 1900 года преподавал в парижской Schola Cantorum, возглавляемой Венсаном д’Энди. После смерти д’Энди в 1931 году, согласно его завещанию, исполнительный комитет должен был выбрать нового директора Schola Cantorum из двух кандидатур — де Серра и Ги де Лионкура, однако в итоге не выбрал ни того, ни другого (был избран Нестор Лежён), после чего де Серр и Лионкур вместе с большинством преподавателей и студентов покинули Schola Cantorum и основали в 1934 году новое учебное заведение — Школу Сезара Франка. Де Серр стал её первым директором и профессором вокала. С предисловием де Серра вышел в 1934 году сборник воспоминаний о д’Энди.

## Наследие
В композиторском наследии де Серра наибольшее значение имели симфоническая поэма «Ласки» (фр. Les caresses; 1897, по мотивам одноимённого стихотворения Сюлли-Прюдома), «Патетическое анданте» для оркестра, вокальный цикл для голоса и оркестра «Ранние часы» (фр. Les heures claires; 1903) на стихи Эмиля Верхарна. Ему принадлежит также ряд вокальных и хоровых сочинений, в том числе церковных.